# Wilhelm Gustafsson
Karl Gustav Wilhelm Gustafsson, född 16 september 1918 i Södra Vings församling i Älvsborgs län, död 23 december 1987 i Gustav Adolfs församling i Borås, var en svensk rektor och politiker (folkpartist).
Wilhelm Gustafsson, som var son till en byggmästare, tog folkskollärarexamen 1940 och tjänstgjorde senare som rektor i Borås. Han var ledamot av Borås stadsfullmäktige (senare kommunfullmäktige) från 1961, och han var också kommunalråd i staden 1974–1976. Drätselkammarens ordförande åren 1968–1970.
Han var riksdagsledamot för Älvsborgs läns södra valkrets 1976–1982. I riksdagen var han bland annat ledamot i skatteutskottet 1978–1982. Han engagerade sig främst i regional- och arbetsmarknadspolitik, bland annat tekoindustrins situation.